# Frasi a metà
Frasi a metà è un singolo della cantante italiana Laura Pausini, pubblicato il 6 aprile 2018 come secondo estratto dal tredicesimo album in studio Fatti sentire.

## Descrizione
Gli autori del brano sono Niccolò Agliardi per il testo, Laura Pausini e Edwyn Roberts per la musica. Il brano racconta di un'amicizia interrotta e di tutto il dolore che si prova che si trasforma presto in rabbia. Laura Pausini ha dichiarato che è dedicato ad una sua amica con cui ha avuto un brutto litigio e che l'ha portata a chiudere i rapporti perché la sofferenza provata ha superato ogni limite. Così tutto si è interrotto a metà ed ha perso ogni senso. Laura Pausini ha descritto così la canzone: 
La canzone viene adattata e tradotta in lingua spagnola da Laura Pausini con il titolo Verdades a medias, inserita nell'album Hazte sentir.
L'interpretazione di Frasi a metà dal vivo al Circo Massimo di Roma (21 luglio 2018) viene inserita nel DVD di Fatti sentire ancora /Hazte sentir más del 2018.

## Promozione
La cantante ha interpretato Frasi a metà per la prima volta dal vivo il 7 aprile 2018 nella fase serale di Amici di Maria De Filippi.
Da novembre 2018 il brano viene utilizzato in Brasile come colonna sonora della telenovela O sétimo guardião. Intorno allo stesso periodo il singolo è stato pubblicato anche in Brasile.

## Video musicale
Il videoclip è stato diretto da Gaetano Morbioli per Run Multimedia e girato tra Roma e Londra. Nel video Laura Pausini si esibisce live con il gruppo Mymisses (una rock band di donne cagliaritane) e al cospetto di un presunto fantasma che rappresenterebbe la persona alla quale è dedicata la canzone scritta. 
Viene reso disponibile l'8 aprile 2018 alle ore 12 sul canale YouTube della Warner Music Italy e presentato da Vincenzo Mollica durante il TG1 nella serata dello stesso giorno. Viene realizzato anche il Backstage di Frasi a metà e reso disponibile sul sito internet del quotidiano Corriere della Sera il 7 maggio 2018
Il video ha in seguito ricevuto una candidatura ai Rockol Awards 2018 nella categoria Miglior video italiano.

## Tracce
Download digitale
1. Frasi a metà – 4:01 (testo: Niccolò Agliardi – musica: Laura Pausini, Edwyn Roberts)

CD Single Promo
1. Frasi a metà – 4:01 (testo: Niccolò Agliardi – musica: Laura Pausini, Edwyn Roberts)

1. Verdades a medias – 4:01 (testo: Niccolò Agliardi – musica: Laura Pausini, Edwyn Roberts)

1. Instrumental – 4:01 (testo: Niccolò Agliardi – musica: Laura Pausini, Edwyn Roberts)

## Classifiche

### Classifiche settimanali
| Classifica (2018) | Posizione massima |
| ----------------- | ----------------- |
| Italia            | 73                |

## Verdades a medias
Il 4 settembre 2020, a distanza di due anni, la versione spagnola di Frasi a metà, Verdades a medias, è stata nuovamente registrata in duetto con la cantante spagnola Bebe e pubblicata digitalmente per il mercato spagnolo.

### Video musicale
Il videoclip è stato diretto da Gaetano Morbioli, girato a giugno 2020 a Madrid e reso disponibile il 4 settembre 2020 attraverso il canale YouTube della Warner Music Italy. Il 12 settembre viene pubblicato il backstage del video.

### Tracce
1. Verdades a medias (con Bebe)

## Pubblicazioni
Frasi a metà e Verdades a medias (insieme alla versione strumentale) vengono pubblicati nel box The Singles Collection - Volume 3 edito dalla Atlantic Records nel 2019, commercializzato attraverso il fan club ufficiale dell'artista Laura4u.